# Hillängens IP
Hillängens IP är en idrottsplats i Ludvika i Dalarnas län, som används för fotbollsspel och friidrott. Dåvarande Ludvika FFI spelade allsvenskt på arenan säsongen 1944/1945. Arenan är i dag hemmaplan för fotbollslagen Ludvika FK och IFK Ludvika. Arenans kanske förnämsta främmande är Liverpool FC, som mötte Ludvika FK i en träningsmatch på 1990-talet.

## Fotnot
1. ↑  ”Hillängens IP”. sportklubben.net. http://sportklubben.net/Arenor/Arena_19.asp. Läst 10 oktober 2013.